# Moose Mountain (Wyoming)
Der Moose Mountain ist ein Berg im Grand-Teton-Nationalpark im Westen des US-Bundesstaates Wyoming. Er hat eine Höhe von 3062 m und ist Teil der nördlichen Teton Range in den Rocky Mountains. Er liegt im äußersten Nordwesten des Nationalparks, auf der Grenze des zur Jedediah Smith Wilderness des Caribou-Targhee National Forest. Der Red Mountain liegt rund 1 km nördlich, der Elk Mountain wenige Kilometer nordöstlich und der Rolling Thunder Mountain einige Kilometer im Südosten. Der Moose Mountain erhebt sich westlich über das Moose Basin, einem kleinen Hochplateau über dem östlich gelegenen Webb Canyon.

## Belege
1. ↑  Geonames: Moose Mountain. Abgerufen am 2. August 2021.
2. ↑  Peakbagger: Moose Mountain. Abgerufen am 2. August 2021.
3. ↑  Naturalatlas: Moose Mountain. Abgerufen am 2. August 2021 (englisch).